# Ya-Wen Lin
Ya-Wen Lin (14 juni 1994, roepnaam Wen) is een Taiwanees korfballer die een aantal jaar in Nederland heeft gekorfbald.

## Spelerscarrière

### Begin
Wen Lin begon met korfbal in 2008, op 14-jarige leeftijd. Korfbal werd in Taiwan enkel op scholen en universiteiten gespeeld, vandaar dat ze er op latere leeftijd mee in contact kwam. Op de universiteit van Taipei kwam ze in het eerste team en al snel speelde ze zich in het nationale team.

### Dalto, Driebergen
In 2015 had de Driebergse club Dalto het lastig. De ploeg die in 2012 nog Nederlands veldkampioen werd zag een aantal belangrijke spelers verdwijnen en de ploeg leverde kwaliteit in.
De club kreeg in 2015 een nieuwe coach met oud topspeler Jorrit Bergsma en Dalto nam contact op met Wen Lin of zij geïnteresseerd was om voor Dalto in de Korfbal League te spelen. Lin kwam over en werd direct een vaste waarde in het eerste team.
Zodoende speelde Lin alle 18 zaalwedstrijden in seizoen 2015-2016 en was zij de eerste Taiwanese speelster in de geschiedenis van de korfbal league. Lin gaf in het seizoen haar visitekaartje af door 68 goals te maken. Ze werd hierdoor de meest scorende dame bij Dalto.
Dalto werd echter 10e in de competitie, wat directe degradatie naar de Hoofdklasse betekende.
Lin keerde na dit seizoen terug naar Taiwan.
In 2017 nam Dalto wederom contact op met Lin. Dalto speelde nog steeds in de Hoofdklasse en wilde weer promoveren naar de Korfbal League. Voor seizoen 2017-2018 haalde Dalto niet alleen Lin over om te komen, maar ook een andere Taiwanese international, namelijk Wan Yun. Ze zouden vanaf januari 2018 aansluiten bij Dalto.
Dalto-coach Adriaan van Dijk zette beide speelsters in en Dalto wist de play-offs in de Hoofdklasse te halen. Dalto won de play-off serie tegen KV Groen Geel en plaatste zich zodoende voor de Hoofdklasse finale tegen DeetosSnel. In een zinderende finale won Deetos de eindstrijd met 26-25, waardoor Dalto niet direct promoveerde.
Dalto kreeg nog een laatste kans om promotie af te dwingen, namelijk in een best-of-3 serie tegen de nummer 9 van de Korfbal League, namelijk DVO. Dalto verloor de eerste wedstrijd, maar won de tweede, waardoor er een derde en beslissende wedstrijd gespeeld moest worden. In deze laatste wedstrijd won DVO overtuigend met 32-23, waardoor het seizoen van Dalto als een nachtkaars uitging.

## Taiwanees Nationaal Team
Lin werd geselecteerd voor Jong Taiwan in 2011, maar stootte in 2013 al door naar het grote nationaal team.
Zo speelde ze op de onderstaande internationale toernooien:
- World Games 2013
- WK 2015
- World Games 2017
- WK 2019
- World Games 2022
- WK 2023

Lin was van cruciaal belang in het Taiwanese team dat zich 2x plaatste voor de finale van een mondiaal toernooi (World Games 2017 en WK 2023)

## Erelijst
In dienst van het Taiwanees korfbalteam won zij:
- 3x goud (Pan Amerikaanse kampioenschappen van 2014, 2018 en 2022)
- 2x zilver (World Games 2017, WK 2023)
- 3x brons (World Games 2013, WK 2015, WK 2019)